# Lijst van spelers van Melbourne City FC
Deze lijst omvat voetballers die bij de Australische voetbalclub Melbourne City FC spelen of gespeeld hebben. Ook spelers die actief waren voor deze club in de periode dat deze de naam Melbourne Heart FC had (2010-2014), zijn opgenomen in deze lijst. De spelers zijn alfabetisch gerangschikt.

## A
- Idrus Abdulahi
- John Aloisi
- Terry Antonis
- Ross Archibald
- Daniel Arzani
- Nathaniel Atkinson

## B
- Eli Babalj
- Kearyn Baccus
- Safuwan Baharudin
- Michael Beauchamp
- Aziz Behich
- Florin Bérenguer
- Clint Bolton
- Dean Bouzanis
- Oliver Bozanic
- Fernando Brandán
- Luke Brattan
- Joshua Brillante
- James Brown
- Marcin Budziński

## C
- Javier Cabrera
- Anthony Cáceres
- Tim Cahill
- Marcelo Carrusca
- Chris Cavallo
- Connor Chapman
- Jack Clisby
- Stefan Colakovski
- Simon Colosimo
- Jamie Coyne
- Braedyn Crowley

## D
- Wade Dekker
- Harrison Delbridge
- James Delianov
- Damien Duff
- Mate Dugandzic

## E
- Orlando Engelaar
- Hernan Espindola
- Ali Eyigun

## F
- Nicholas Fitzgerald
- Bruno Fornaroli
- Ivan Franjic
- Fred

## G
- Eugene Galeković
- Scott Galloway
- Corey Gameiro
- Richard Garcia
- Benjamin Garuccio
- Denis Genreau
- Patrick Gerhardt Nyema
- Jonatan Germano
- Curtis Good
- Craig Goodwin
- Nicolás Colazo
- Steven Gray
- Vince Grella
- Rostyn Griffiths

## H
- Brendan Hamill
- Shayon Harrison
- Dean Heffernan
- Jason Hoffman
- Aaron Hughes

## I
- Kamal Ibrahim

## J
- Michael Jakobsen
- Kew Jaliens
- Scott Jamieson

## K
- Nick Kalmar
- Bruce Kamau
- Ersin Kaya
- Joshua Kennedy
- Harry Kewell
- Neil Kilkenny
- Patrick Kisnorbo
- Robert Koren
- Steve Kuzmanovski

## L
- Ritchie De Laet
- Anthony Lesiotis
- Adrián Luna

## M
- Dylan Macallister
- Jamie Maclaren
- Adrian Madaschi
- Osama Malik
- Marc Marino
- Michael Marrone
- Stefan Mauk
- Maycon
- Ross McCormack
- Riley McGree
- Golgol Mebrahtu
- Marcel Meeuwis
- Connor Metcalfe
- Jacob Melling
- Michael Mifsud
- Andrea Migliorini
- Matthew Millar
- Liam Miller
- Sam Mitchinson
- Aaron Mooy
- Massimo Murdocca
- Manny Muscat

## N
- Moudi Najjar
- Ramy Najjarine
- Craig Noone
- Harry Novillo

## O
- Michael O'Halloran

## P
- Erik Paartalu
- Dylan Pierias

## R
- Iain Ramsay
- Andrew Redmayne
- Paul Reid
- Paulo Retre
- Iacopo La Rocca
- Nikola Roganovic
- Joshua Rose

## S
- Kristian Sarkies
- Bart Schenkeveld
- Gerald Sibon
- Josip Skoko
- Thomas Sørensen
- Wayne Srhoj
- Nicholas Symeoy

## T
- Josip Tadiċ
- Kliment Taseski
- Alex Terra
- Matt Thompson
- Ruon Tongyik
- Jason Trifiro

## V
- Tando Velaphi
- Dario Vidošić
- David Villa
- David Vrankovic

## W
- Lachlan Wales
- Jeremy Walker
- Rob Wielaert
- David Williams
- Alex Wilkinson
- Richard Windbichler
- Rutger Worm

## Z
- Adrian Zahra
- Stefan Zinni
- Michael Zullo